# Боветт, Ричард
Ричард Боветт (1641 — ?) англ. Richard Bovett — английский автор XVII века, демонолог.
Родился в 1641 г., умер в начале XVIII века. Получил образование в Оксфорде, автор «Pandaemonium» (Лондон, 1684), книги по демонологии.
В книгах Боветта содержится множество антикатолических выпадов, и, в частности, католицизм часто приравнивается к колдовству. Его работы оказали влияние на Джозефа Гленвилла и Генри Мура.